# Ataque a Monica Seles
El ataque a Monica Seles fue una agresión ocurrida en 1993 durante la celebración de los cuartos de final de la Citicen Cup en la pista de tenis del Am Rothenbaum, en Hamburgo, Alemania. La tenista Monica Seles fue apuñalada por Günter Parche, quien declaró haberla agredido con el fin de lograr que Steffi Graf recuperase el número 1 en la clasificación de la WTA, conquistado por Seles en 1992.
Menos de un año después se produciría un incidente similar cuando la patinadora Nancy Kerrigan fue atacada tras una sesión de entrenamiento en Detroit, Míchigan.

## Contexto
Steffi Graf y Monica Seles mantenían una rivalidad a nivel deportivo desde que Seles irrumpiese en el circuito profesional en 1990 y, sobre todo, desde que esta última arrebatase a Graf el número 1 en la clasificación de la WTA tras el Abierto de Estados Unidos 1991. El torneo de la Citicen Cup de 1993 estaba destinado en principio a ser recordado por el hecho de contar en los cuartos de final por vez primera con tres hermanas (Katerina, Manuela y Magdalena Maleeva).

## Ataque
El 30 de abril de 1993, Seles se encontraba disputando el segundo set de un partido televisado contra Magdalena Maleeva, habiendo ganado el primer set por 6-4. Durante un descanso de noventa segundos entre el séptimo y el octavo juego de los cuartos de final, y ganando Seles el segundo set por 4-3, un miembro del público la apuñaló en la espalda con un cuchillo de deshuesar de 23 cm, causándole una herida de 2 cm en el omóplato. Hacia las 18:50 horas, tras finalizar el set, la tenista tomó asiento y se secó el sudor de la frente con una toalla, procediendo a continuación a ajustar las cuerdas de su raqueta para después volver a limpiar su frente, tomando acto seguido un refrigerio. En ese instante, las pantallas mostraron un plano general de la pista de tenis para después ofrecer una imagen estática de Maleeva, momento en el que se escuchó gritar a Seles así como un ligero alboroto entre el público, compuesto por unas 6000 personas. Las cámaras enfocaron rápidamente a Günter Parche, quien se disponía a efectuar una segunda puñalada, siendo reducido por un miembro del personal de seguridad, tras lo cual la cámara disminuyó el zoom para ofrecer un plano de cuerpo entero de Seles, quien se hallaba de pie con el brazo derecho erguido y la mano posada en la espalda. Tras dar unos pasos en dirección a la red, la tenista retrocedió y soltó el vaso del que acababa de beber, cayendo lentamente hacia atrás, apoyada en un miembro del público que había saltado a la pista con el fin de prestar auxilio. Rodeada por varias personas, las cámaras siguieron enfocando a Seles, a quien se veía dolorida y asustada, mientras Parche era conducido por la fuerza a la salida de las instalaciones, momento que también quedó registrado. Tras subir a una camilla, Seles fue sacada de la pista entre el aplauso del público y conducida al Hospital Universitario Hamburg-Eppendorf en compañía de su hermano Zoltan, quedando el partido interrumpido. Una vez examinada, el doctor del torneo, Peter Wind, concluyó que de haber penetrado el cuchillo 2 cm más, la médula espinal se hubiese visto afectada.

## Hechos posteriores

### Conspiración
En un principio se pensó en la posibilidad de que la tenista hubiese sido víctima de una conspiración política. En aquel entonces, Serbia, país natal de Seles, era uno de los epicentros de la guerra de los Balcanes. Seles ya había sufrido un desalojo el año anterior en Wimbledon a causa de una falsa amenaza de bomba, mientras que varios tenistas yugoslavos, como Goran Ivanišević, habían criticado a Seles por no haber hecho declaraciones sobre el conflicto bélico.

### Günter Parche
Parche, quien cuando fue detenido llevaba consigo $650, un pijama y un billete para Italia, donde Seles iba a disputar el torneo de Roma, confesó de inmediato las motivaciones que lo habían llevado a atentar contra ella. Parche, tornero desempleado oriundo de Heringen, Turingia, estaba obsesionado con la tenista Steffi Graf y deseaba que esta recuperase el número 1 de la clasificación de la WTA, el cual había perdido frente a Seles en 1991. Parche llevaba varios años obsesionado con ella: su habitación, en la casa de su tía, estaba decorada con fotografías de la tenista y repleta de vídeos de sus victorias; enviaba cartas anónimas a Graf (en una ocasión llegó a mandarle dinero para que se comprase un collar); e injuriaba a cualquier persona que la criticase en los medios, llegando a declarar en una ocasión: «Caminaría sobre el fuego por ella. Es una criatura de ensueño cuyos ojos brillan como diamantes y cuyo cabello brilla como la seda».
En el subsecuente juicio, la defensa de Parche apeló a una discapacidad intelectual para conseguir una rebaja en la condena. La jueza Elke Bosse, ante la confesión por parte de Parche de que no volvería a llevar a cabo una acción semejante y de que únicamente quería lesionar a Seles para que la tenista no pudiese jugar durante dos semanas, rechazó el cargo de intento de homicidio y declaró al acusado culpable de un delito de ofensa menor, quedando el agresor en libertad cinco meses después de los hechos y habiendo sido condenado a dos años de libertad condicional y a tratamiento psicológico, lo que provocó la indignación de Seles y su determinación de no volver a poner un pie en territorio alemán: «Lo que parece es que la gente ha olvidado que ese hombre me atacó intencionadamente y que no ha recibido ningún castigo... No me sentiría segura volviendo. No creo que vuelva». La tenista, quien al igual que su familia afirmó haberse cruzado con Parche en las instalaciones del Am Rothenbaum antes del ataque, declaró:

¿Qué clase de mensaje transmite esto al mundo? El señor Parche ha reconocido que me acechó, entonces me apuñaló una vez... [y] ahora el tribunal ha dicho que no tiene que ir a la cárcel por su crimen premeditado. Él vuelve a su vida, mientras que yo todavía no puedo, porque me estoy recuperando de la agresión, la cual podía haberme matado.

### Reacciones
Graf visitó a Seles durante su hospitalización, mientras que Young Elders, una banda oriunda de Melbourne, Australia, envió a la tenista la canción titulada «Fly Monica Fly» («Vuela Monica Vuela») durante su convalecencia. Seles declararía posteriormente que la canción la inspiró en aquel entonces, conociendo a los integrantes del grupo (quienes cambiarían su nombre por el de Monicas) tras su victoria en el Abierto de Australia 1996.

### Consecuencias
Tras el ataque, se reforzaron las medidas de seguridad en los partidos de tenis y los guardias empezaron a sentarse de cara al público con el fin de prevenir cualquier atentado. Por su parte, la organización de la Citizen Cup, de acuerdo con la WTA y las jugadoras que aún se disputaban el título (Maleeva, Graf y Arantxa Sánchez Vicario), tomó la determinación de no suspender el torneo, el cual terminaría ganando Sánchez Vicario. Una semana después de la agresión, diecisiete de las veinticinco mejores tenistas de la WTA acordaron que, pese al perjuicio que suponía para Seles, su posición en el ranking no se congelaría, siendo Gabriela Sabatini la única que votó en contra de dicho acuerdo. Seles, quien se estaba recuperando emocionalmente de la agresión, tuvo que hacer frente poco después al cáncer de próstata de su padre, lo que condujo a la tenista a sufrir un severo trastorno alimenticio del que lograría recuperarse para regresar con éxito a las pistas en 1995.
Parche, quien siempre se negó a hablar en público del ataque, vivió hasta su muerte a los 68 años en agosto de 2022 a expensas del gobierno alemán en un geriátrico ubicado en Nordhausen, donde únicamente recibía la visita de familiares. Por su parte, Graf volvería a ser número 1 tras derrotar a Mary Joe Fernández en la final de Roland Garros de 1993.

### Nancy Kerrigan
En enero de 1994 la patinadora Nancy Kerrigan fue agredida tras una sesión de entrenamiento. Al respecto, Seles declaró:

Las agresiones contra los deportistas tienen más repercusión en los medios informativos, pero no son más trágicas que las que padece a diario la gente corriente. En cualquier caso, sé lo que Nancy está pasando porque yo lo he vivido. Espero que el incidente del que ha sido víctima termine de abrir los ojos. Basta ya de violencia gratuita. Hay que erradicarla de los estadios con fuertes medidas de seguridad.

## Cultura popular
El atentado constituye el tema principal de la canción tributo de Dan Bern a Selles, «Monica», del álbum de 1998 Fifty Eggs. Previamente, la banda americana Majesty Crush había rendido tributo a la tenista con la canción «Seles», del álbum de 1993 Love-15.